# Anapulvinaria pistaciae
Anapulvinaria pistaciae är en insektsart som först beskrevs av Bodenheimer 1926.  Anapulvinaria pistaciae ingår i släktet Anapulvinaria och familjen skålsköldlöss. Inga underarter finns listade i Catalogue of Life.